# لا تتزوج من أجل المال
لا تتزوج مقابل المال (بالإنجليزية: Don't Marry for Money)‏ هو فيلم أبيض وأسود درامي أمريكي صامت إنتاج عام 1923 أخرجه كلارنس براون وبطولة هاوس بيترز ، روبي دي ريمر، وأيلين برينغل. يحكي قصة سيدة لا تجد الرومانسية في الزواج.

## أحداث الفيلم
امرأة تتزوج مليونيرًا لكنها تجد أن حياتها الجديدة لا ترضي طموحاتها الرومانسية. تبدأ في مغازلة رجل آخر ، دون أن تدرك أنه متخصص في المساومة على امرأة ثرية ثم ابتزازها. في النهاية ينقذها زوجها في الوقت المناسب.

## طاقم التمثيل
- هاوس بيترز بدور بيتر سميث
- روبي دي ريمر بدور ماريون ويتني
- أيلين برينغل بدور إديث مارتن
- سيريل تشادويك بدور كرين مارتن
- كريستين مايو بدور روز جراهام
- ويدجود نويل بدور المفتش
- جورج نيكولز بدور آموس ويب
- هانك مان بدور المستكشف
- تشارلز ويليسلي بدور أليك كونور

## روابط خارجية
- لا تتزوج من أجل المال  في قاعدة بيانات الأفلام على الإنترنت (بالإنجليزية)